# Nerino Gallanti
Nerino Gallanti również znany jako Nerino (ur. ?, zm. ?) – brazylijski piłkarz grający na pozycji pomocnika.

## Kariera klubowa
Nerino podczas kariery piłkarskiej występował w Corinthians São Paulo. Z Corinthians trzykrotnie zdobył mistrzostwo stanu São Paulo – Campeonato Paulista w 1928, 1929 i 1930. W barwach Corinthians wystąpił w 96 meczach.

## Kariera reprezentacyjna
W reprezentacji Brazylii Nerino zadebiutował 24 lutego 1929 roku w meczu ze urugwajskim klubem Rampla Juniors. Drugi i ostatni raz w reprezentacji zagrał 10 lipca 1929 roku w meczu z węgierskim klubem Ferencvárosi TC. Nigdy nie wystąpił w meczu międzypaństwowym reprezentacji Brazylii.